# Ариел Ногвера
Ариел Аугусто Ногвера (рођен 22. фебруара 1910, датум смрти непознат) био је бразилски фудбалер. Играо је за репрезентацију Бразила.